# Vitalij Chmel'nyc'kyj
Vitalij Hryhorovyč Chmel'nyc'kyj (in ucraino Віталій Григорович Хмельницький?; traslitterazione anglosassone: Vitaliy Hryhorovych Khmelnytskyi; in russo Виталий Григорьевич Хмельницкий?, Vitalij Grigor'evič Chmel'nickij; Tymošivka, 12 giugno 1943 – Kiev, 13 febbraio 2019) è stato un calciatore e allenatore di calcio sovietico dal 1991 ucraino, di ruolo attaccante.

## Carriera

### Club
Durante la sua carriera da atleta, terminata nel 1972, ha vestito le maglie di Šachtar Donec'k e Dinamo Kiev.

### Nazionale
Conta 20 presenze e 7 reti con la Nazionale sovietica.

## Palmarès
- Coppa dell'URSS: 2

Šachtar Donec'k: 1964
Dinamo Kiev: 1965−1966
- Campionato sovietico: 4

Dinamo Kiev: 1966, 1967, 1968, 1971